# Ianthinita
La ianthinita es un mineral raro de uranio de la clase de los óxidos con la fórmula química U4+(UO2)5O7 · 10H2O. La ianthinita no es muy estable en condiciones ambientales; por lo que se deshidratará en schoepita (mientras se vuelve amarillo y opaca).
Su nombre proviene del griego ιάνθινος ("ianthinos"), de color violeta, en alusión a su color.

## Estructura y composición
La ianthinita es un mineral secundario raro que se forma en las porciones no oxidadas de los depósitos de uranio. Esta cristaliza en un sistema cristalino ortorrómbico. Está compuesta de un 76,06% de UO3, un 14,36% de UO2 y un 9,58% de agua.
La ianthinita es el único mineral de hidratado de óxido de uranilo conocido que contiene U4+, y se ha propuesto que la ianthinita puede ser una importante fase portadora de Pu4+ durante la disolución oxidada del combustible nuclear gastado.
Suele encontrarse en asociación a otros minerales de uranio como la uraninita, schoepita, becquerelita, kasolita, parsonsita, dewindtita, fourmarierita.

## Yacimientos
La localidad tipo de la ianthinita es la Mina de Shinkolobwe en la República Democrática del Congo. No obstante, se la puede encontrar en el distrito de Marshall Pass, Colorado, y en la mina Lucky Strike, Condado de San Juan, Utah, EE. UU. En Europa existen yacimientos en Wölsendorf, Baviera y Menzenschwand, Selva Negra, Alemania. En Francia, se puede encontrar en La Crouzille, y en el yacimiento de uranio de Rabèjac, siete km al sur-sureste de Lodéve, Hérault.